# Doi Inthanon
Doi Inthanon (taj. ดอยอินทนนท์) – najwyższy szczyt Tajlandii o wysokości 2565 m n.p.m., znajdujący się w Parku Narodowym Doi Inthanon w prowincji Chiang Mai. Góra należy do pasma Thanon Thong Chai (taj. ทิวเขาถนนธงชัย, birm. Tanen Taunggyi), które jest krańcową częścią Himalajów, łańcucha górskiego rozciągającego się od Nepalu, poprzez Birmę po Tajlandię.
W przeszłości góra była również znana jako Doi Luang, co znaczy duża góra, lub Doi Ang Ka, czyli szczyt stawu wrony. Obecna nazwa została nadana w 1939 r. na cześć ostatniego króla Chiang Mai o imieniu Inthawichayanon, który zasłynął z ochrony lasów na północy. Nakazał on, aby po śmierci jego ciało zostało złożone na górze Doi Luang. Tak też uczyniono, a nazwę zmieniono na Doi Inthanon.
Na szczyt prowadzi droga asfaltowa. Znajduje się tam duża stacja radarowa i Tajskie Narodowe Obserwatorium.

## Galeria

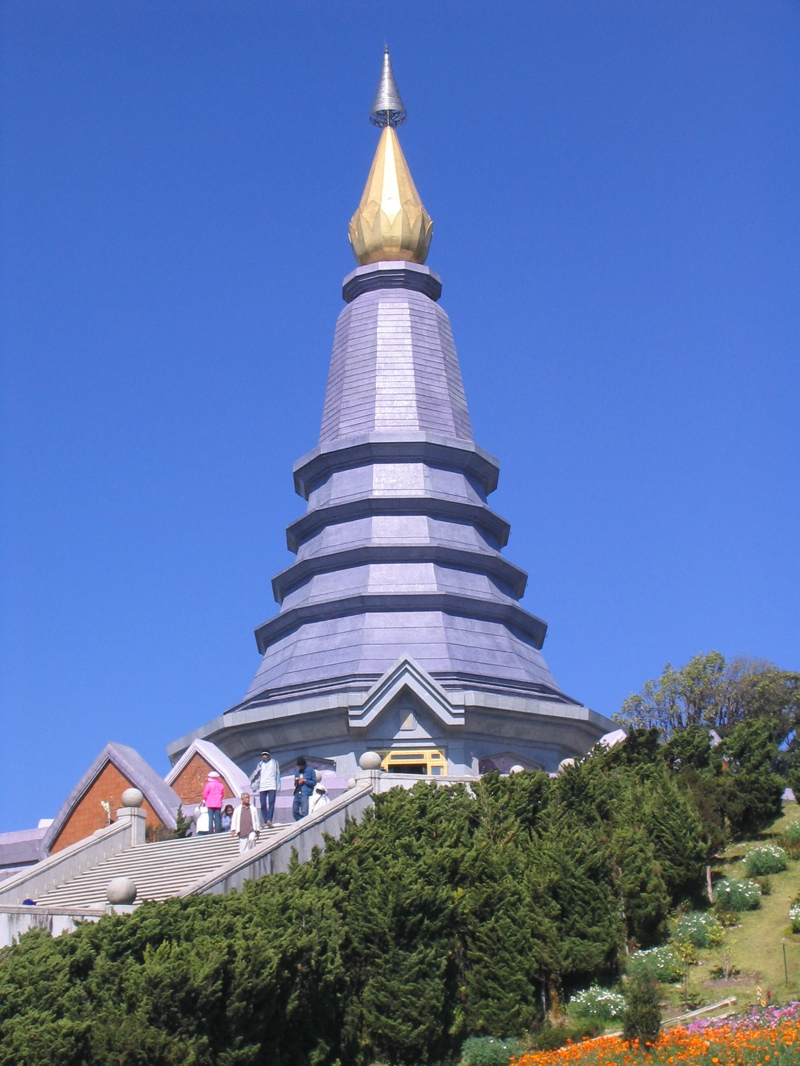
Świątynia Queen's Napamaytanidol
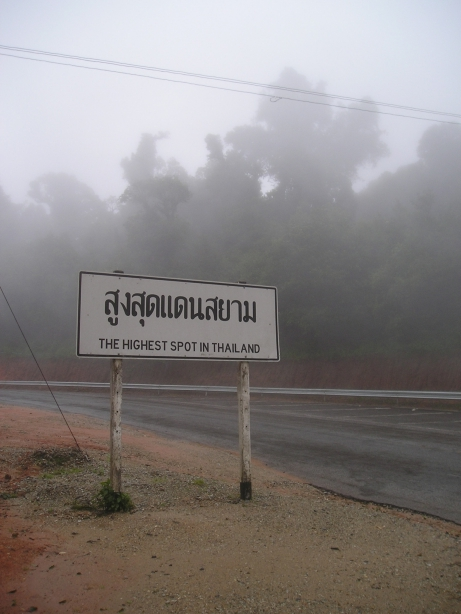
Szczyt Doi Inthanon
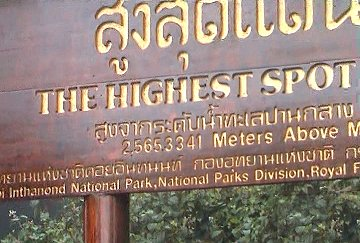
Tablica na szczycie Doi Inthanon
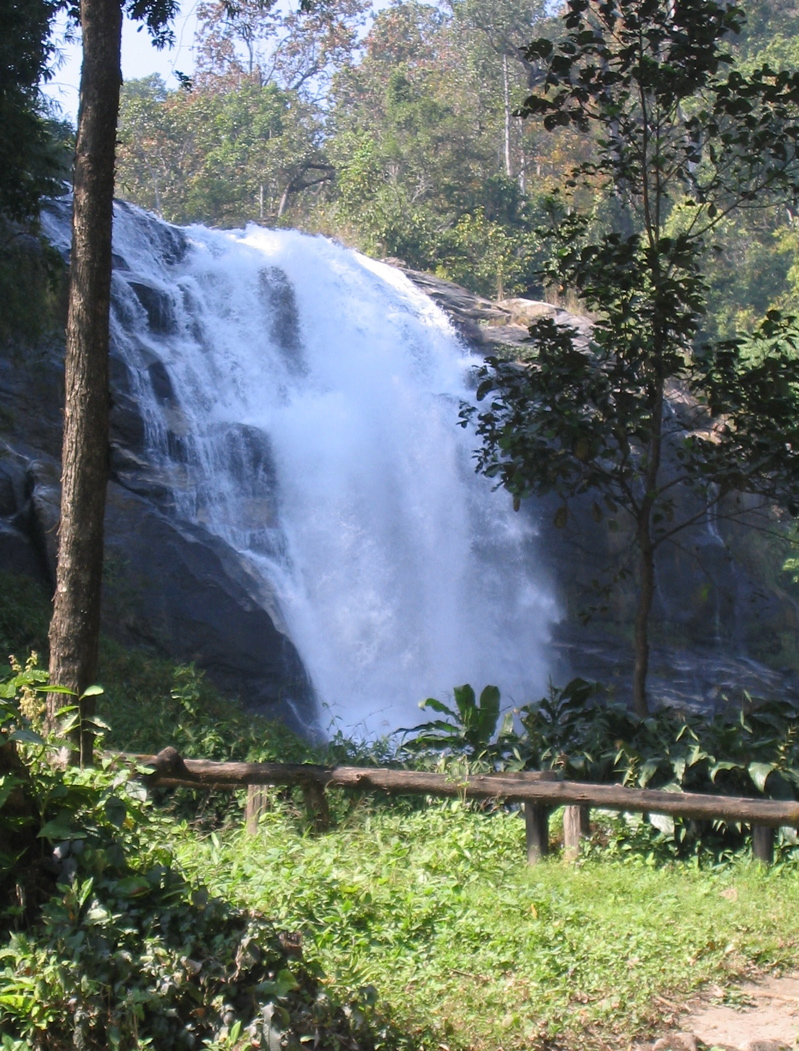
Wodospad Vachiratharn